# Lenzitopsis oxycedri
Lenzitopsis oxycedri är en svampart som beskrevs av Malençon & Bertault 1963. Lenzitopsis oxycedri ingår i släktet Lenzitopsis och familjen Thelephoraceae.   Inga underarter finns listade i Catalogue of Life.